# Áts József
Áts József (Pécs, 1928 – Mátészalka, 1995) tanár, könyvtárigazgató.

## Élete
Középiskoláit a pécsi Nagy Lajos Gimnáziumban végezte, majd 1946-1950 között Budapesten a Pázmány Péter Tudományegyetemen tanult, ahol latin-magyar szakos diplomát szerzett. Tamásiban, a Béri Balogh Ádám Gimnáziumban kezdte tanári pályáját, majd Budapesten a koreai Kim Ir Szen Iskolában lett nevelőtanár, egy év után pedig az ott szerveződő Általános Iskola és Nevelőotthon igazgatóhelyettese lett. 
1957-ben került Szabolcs-Szatmár-Bereg megyébe, ahol először Lónyán, majd 1961-től Mátészalkán tanított. Lónyán töltött évei alatt szerezte meg a néptáncoktatói engedélyt, majd néptánc csoportokat vezetett, később pedig néptáncoktatók tanfolyamait vezette. 1961-től 1977-ig az Esze Tamás Gimnázium tanára volt. Munkája mellett megszerezte az ELTE könyvtár szakát is. 1973-ban a középiskolai könyvtárosok megyei felügyelője is volt. 1977 májusától 1988. évi nyugdíjazásáig pedig a Mátészalkai Városi könyvtár igazgatója volt.
1995-ben, 67 évesen halt meg Mátészalkán.

## Munkássága
Igazgatói tevékenysége során a könyvtár területbővítési és korszerűsítési, tárgyi-, technikai feltételeinek jobbításán túl, az intézmény szellemi műhely-jellegének erősítésére törekedett. Publikációi jelentek meg iskolai és közművelődési tárgykörben, évkönyveket, néprajzi kiadványt, monografikus munkákat szerkesztett, lektorált közhasznú műveket és nevéhez fűződik sok irodalmi műsor tervezése is.